# BK Häcken
Bollklubben Häcken ili skraćeno BK Häcken je švedski nogometni klub iz Göteborga. Osnovan je 2. kolovoza 1940. godine. Häcken igra u Allsvenskanu, najvišem nogometnom rangu u Švedskoj. Tradicionalne boje kluba su žuta i crna. Svoje domaće utakmice igra na stadionu Bravida Arena, a koji može primiti 6500 gledatelja. Osvajači su tri švedska kupa, a u prvenstvu im je najbolji plasman bio 2022. godine kada su osvojili prvo mjesto.

## Vanjske poveznice
- Službena stranica